# Monte Langley
Il Monte Langley (in lingua inglese: Mount Langley) è situato in una cresta della Sierra Nevada, al confine tra la Contea di Inyo e la Contea di Tulare, nella California orientale degli Stati Uniti d'America. A est si trova la Valle di Owens, mentre a ovest c'è la valle del fiume Kern.
Il monte è la nona vetta più alta dello stato della California e la settima della Sierra Nevada. Il Monte Whitney, che è la cima più elevata degli Stati Uniti d'America continentali, si trova a 7,7 km di distanza a nordovest. Il Monte Langley è il più meridionale dei fourteener statunitensi, cioè dei monti la cui altezza supera i 14.000 piedi (4,267 m).

## Denominazione
Il monte è oggi denominato in onore di Samuel Pierpont Langley (1834-1906), professore di fisica e astronomia statunitense e segretario della Smithsonian Institution dal 1887 al 1906. Negli anni del 1870 fu confuso dai primi scalatori con il Monte Whitney, fu ritenuto la cima più alta della Sierra Nevada e identificato con quel nome. Chiarito l'errore, fu successivamente chiamato Mount Corcoran, Cirque Peak, o Sheep Mountain; i primi due nomi furono successivamente assegnati ad altri due monti, mentre il terzo fu ritenuto troppo generico. L'attuale nome cominciò a essere utilizzato in ambito locale e fu ufficializzato nel 1943 dall' United States Board on Geographic Names.